# Tepecik, Şenpazar
Tepecik là một xã thuộc huyện Şenpazar, tỉnh Kastamonu, Thổ Nhĩ Kỳ. Dân số thời điểm năm 2008 là 74 người.